# Ildkrone
Ildkrone (Lantana) er en slægt med knap 20 arter, der er udbredt i Sydamerika og Afrika, men med hovedvægten i subtropiske og tropiske dele af Sydamerika. Det er små træer, buske eller lianer – eller i nogle få tilfælde: urteagtige planter. Ofte er arterne tornede eller ru. Stænglerne er firkantede i urteagtigt tilstand. Bladene er modsat stillede (eventuelt kransstillede), stilkede og hele med rynket overflade og takket rand. Blomsterne er samlet i tætte hoveder af kortstilkede blomster. De enkelte blomster har en lille bæger og en næsten regelmæssig krone. Kronbladene kan være hvide, røde, blå eller violette, og mange arter har tofarvede kroner. Tilmed har mange arter blomster, der ændrer farve i løbet af blomstringstiden. frugterne er én eller tokernede stenfrugter, som spredes af fugle.
Her beskrives kun de arter, som dyrkes i Danmark.
| Beskrevne arter |

- Almindelig ildkrone (Lantana camara)
- Blå ildkrone (Lantana montevidensis)

| Andre arter |

- Lantana canescens
- Lantana horrida
- Lantana indica
- Lantana involucrata
- Lantana microphylla
- Lantana nivea
- Lantana ovatifolia
- Lantana scabiosiflora
- Lantana strigocamara
- Lantana trifolia
- Lantana ukambensis
- Lantana velutina